# François Benoist

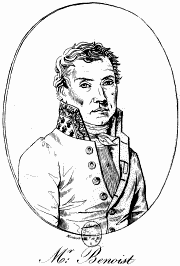
François Benoist.

François Benoist; född den 10 september 1794 i Nantes, död den 6 maj 1878 i Paris, var en fransk tonsättare.
Benoist blev 1811 elev vid konservatoriet i Paris och erhöll där första priset både i piano och i kompositionsklassen. Han blev vid en pristävlan i Institutet lagerkrönt 1815 för kantaten Enone, som uppfördes samma år vid en offentlig sammankomst där. Benoist gjorde därefter som regeringens stipendiat resor till Rom och Neapel. Han blev vid sin återkomst till hemlandet 1819 förste organist vid kungliga kapellet och kort därefter professor i orgelklassen vid konservatoriet. Benoist var sedan flera år tillbaka andre sångmästare vid stora operan när han efterträdde Halévy som förste sånganförare där 1840.